# Хазанавичус, Мишель
Мишель Хазанавичус (фр. Michel Hazanavicius, Азанависью́з; род. 29 марта 1967, Париж) — французский режиссёр, сценарист и актёр. Стал известен благодаря экранизации книг Жана Брюса об Агенте 117.
До этого работал актёром и ассистентом режиссёра в фильмах «Дидье», «Моя жена — актриса».
Двукратный лауреат премий BAFTA (2012) и «Сезар» (2012), обладатель премии «Оскар» (2012), номинант на премию «Золотой глобус» (2012).

## Биография

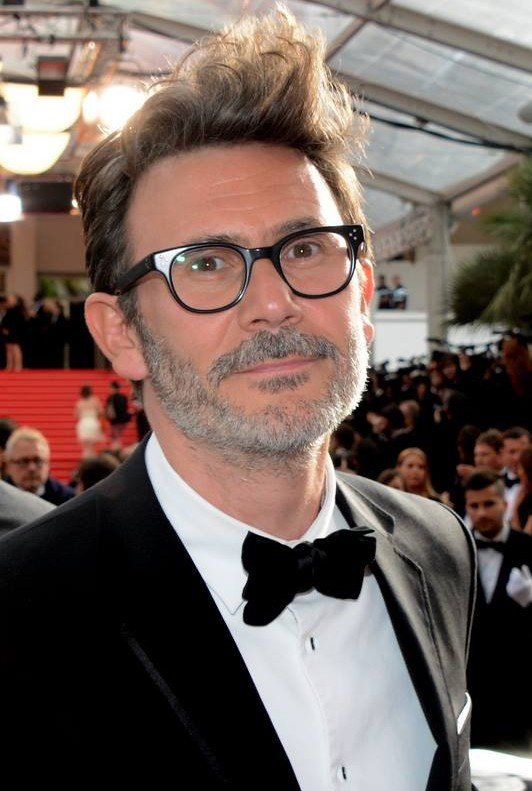
2014 год

Родился в еврейской семье, предки которой эмигрировали из Литвы и Польши во Францию в 1920-х годах. Старший брат — актёр Серж Хазанавичус.
Перед тем, как приступить к режиссированию фильмов, Хазанавичус работал на французском телеканале Canal+. В 1993 в широкий прокат вышел первый фильм режиссёра, комедия «Американский класс».
В 2006 году он приступил к новой комедийной серии фильмов об Агенте 117. Роль Агента 117 исполнил Жан Дюжарден. До этого работал актёром и ассистентом режиссёра в фильмах «Дидье», «Моя жена — актриса».
2011 год принёс Хазанавичусу множество премий и наград за режиссуру романтической комедии «Артист», в которой главные роли исполнили Жан Дюжарден и жена режиссёра Беренис Бежо. Фильм был положительно воспринят большинством мировых кинокритиков, собрал «урожай» кинопризов, 3 статуэтки премии «Золотой глобус», 12 номинаций на премию BAFTA и 10 номинаций на премию «Оскар». Сам Хазанавичус номинировался на все три премии, но на церемонии вручения первой проиграл Мартину Скорсезе, а на второй и третьей стал триумфатором вечера: его фильм собрал 7 призов BAFTA и 5 статуэток «Оскара».

### Личная жизнь
Мишель Хазанавичус женат на актрисе Беренис Бежо, от которой у него есть двое детей: сын Люсьен (род. 2008) и дочь Глория (род. 18 сентября 2011).

## Фильмография
| Год  |    | Русское название                   | Оригинальное название              | Роль                          |
| ---- | -- | ---------------------------------- | ---------------------------------- | ----------------------------- |
| 1993 | тф | Американский класс                 | La Classe américaine               | режиссёр                      |
| 1994 | тф | Не за 20 часов                     | C'est pas le 20 heures             | режиссёр                      |
| 1994 | ф  | Город страха                       | A River Runs Through It            | Реджис                        |
| 1996 | ф  | Дельфин 1, Иван 0                  | Delphine 1, Yvan 0                 | Реджис; сценарист             |
| 1996 | ф  | Дидье                              | Didier                             | Фабрис                        |
| 1998 | ф  | Клон                               | Le Clone                           | сценарист                     |
| 1999 | ф  | Друзья                             | Mes amis                           | режиссёр, сценарист           |
| 2004 | ф  | Далтон                             | Les Dalton                         | сценарист                     |
| 2006 | ф  | Агент 117: Каир — шпионское гнездо | OSS 117 : Le Caire, nid d'espions  | режиссёр                      |
| 2009 | ф  | Агент 117: Миссия в Рио            | OSS 117 : Rio ne répond plus       | режиссёр, сценарист           |
| 2011 | ф  | Артист                             | The Artist                         | режиссёр, сценарист, монтажёр |
| 2012 | ф  | Право на «лево»                    | Les Infidèles                      | режиссёр                      |
| 2014 | ф  | Поиск                              | The Search                         | режиссёр, сценарист, продюсер |
| 2017 | ф  | Молодой Годар                      | Le redoutable                      | режиссёр, сценарист, продюсер |
| 2020 | ф  | Папина дочка                       | Le Prince oublié                   | режиссёр, сценарист, продюсер |
| 2022 | ф  | Убойный монтаж                     | Coupez !                           | режиссёр, сценарист, продюсер |
| 2024 | ф  | Самый ценный груз                  | La Plus Précieuse Des Marchandises | режиссёр, сценарист, продюсер |

## Награды и номинации
- 13 июля 2023 — Кавалер ордена Почётного легиона[8]

### «Агент 117: Каир — шпионское гнездо»
- 2007 — номинация на премию «Сезар» за лучший адаптированный сценарий.

### «Артист»
| - 2011 — 2 номинации на премию Ассоциации кинокритиков Чикаго: лучший оригинальный сценарий (единственная победа) и лучшая режиссёрская работа. - 2011 — премия Круга кинокритиков Флориды за лучший сценарий. - 2011 — премия Круга кинокритиков Нью-Йорка за лучшую режиссёрскую работу. - 2011 — 4 премии Общества кинокритиков Феникса: лучшая режиссёрская работа, лучший оригинальный сценарий, лучший монтаж и за выдающееся режиссёрское достижение. - 2011 — 3 номинации на премию Общества кинокритиков Сан-Диего: лучшая режиссёрская работа, лучший оригинальный сценарий и лучший монтаж. - 2011 — 2 номинации на премию «Спутник»: лучшая режиссёрская работа и лучший оригинальный сценарий. - 2011 — номинация на премию Ассоциации кинокритиков Торонто за лучшую режиссёрскую работу. - 2011 — 2 номинации на премию Ассоциации кинокритиков Вашингтона: лучшая режиссёрская работа и лучший оригинальный сценарий. | - 2012 — 2 номинации на премию Австралийского киноинститута: лучшая режиссёрская работа и лучший сценарий. - 2012 — 3 номинации на премию «Выбор критиков»: лучшая режиссёрская работа (единственная победа), лучший сценарий и лучший монтаж. - 2012 — премия Гильдии режиссёров США за лучшую режиссёрскую работу. - 2012 — 2 номинации на премию «Золотой глобус»: лучшая режиссёрская работа и лучший сценарий. - 2012 — 2 номинации на премию Лондонского кружка кинокритиков: лучшая режиссёр года (единственная победа) и лучший сценарист года. - 2012 — 3 номинации на премию BAFTA: лучшая режиссёрская работа (победа), лучший оригинальный сценарий (победа) и лучший монтаж. - 2012 — 2 номинации на премию «Независимый дух»: лучшая режиссёрская работа (победа) и лучший сценарий. - 2012 — 4 номинации на премию «Сезар»: лучший фильм (победа), лучшая режиссёрская работа (победа), лучший оригинальный сценарий и лучший монтаж. - 2012 — 3 номинации на премию «Оскар»: лучшая режиссёрская работа (победа), лучший оригинальный сценарий и лучший монтаж. |